# Aksel Kankaanranta
Aksel Kankaanranta (né le 28 janvier 1998 à Turku en Finlande) est un chanteur finlandais qui aurait dû représenter la Finlande au Concours Eurovision de la chanson 2020 à Rotterdam avec sa chanson Looking Back. En 2017, il se classe deuxième de The Voice of Finland.

## Eurovision 2020
Aksel Kankaanranta aurait dû représenter la Finlande au Concours Eurovision de la chanson 2020 à Rotterdam avec sa chanson Looking Back à la suite de sa victoire lors de la sélection finlandaise, Uuden Musiikin Kilpailu. Cependant, le 18 mars 2020, l'Union européenne de radio-télévision annonce l'annulation du Concours en raison de la pandémie de Covid-19. Le diffuseur finlandais Yle annonce pour sa part qu'Aksel ne sera pas automatiquement choisi comme représentant pour l'Eurovision 2021 mais l'invite à participer à nouveau à la sélection du pays. Ce qu'il accepte. Il participera à l'Uuden Musiikin Kipailu 2021 avec la chanson Hurt  mais finira 5ême avec 108 points, la victoire allant au groupe Blind Channel avec la chanson Dark Side.
Il annonce les points de la Finlande au concours Eurovision de la chanson 2022.

## Discographie
2020 : Looking Back
2021 : Hurt